# Yaki-Da
Yaki-Da war ein schwedisches Popduo, das 1994 mit I Saw You Dancing in Europa und in den Vereinigten Staaten einen Hit hatte.

## Biografie
Während der Erfolgswelle der schwedischen Gruppe Ace of Base initiierte deren Mitglied und Produzent Jonas Berggren das Projekt Yaki-Da. Er schrieb Texte sowie Musik und produzierte, mit John Ballard, die Lieder in ähnlichem Stil. Als Sängerinnen verpflichtete er Marie Knutsen und Linda Schönberg. Die Single I Saw You Dancing vom 1995er Debütalbum Pride platzierte sich in den deutschen (Platz 65) und US-amerikanischen Charts (Platz 54). Weitere Erfolge blieben aus. Auch das zweite Album A Small Step for Love blieb 1999 unbeachtet.

## Diskografie

### Alben
- 1995: Pride (London Records)
- 1999: A Small Step for Love (Mega Records)

### Singles
- 1994: I Saw You Dancing
- 1994: Show Me Love
- 1995: Pride of Africa
- 1995: Deep in the Jungle
- 1999: I Believe
- 2000: If Only the World